# Бінаго
Бінаго, Бінаґо (італ. Binago) — муніципалітет в Італії, у регіоні Ломбардія, провінція Комо.
Бінаго розташоване на відстані близько 520 км на північний захід від Рима, 45 км на північний захід від Мілана, 14 км на захід від Комо.
Населення — 4809 осіб (2014).
Щорічний фестиваль відбувається 24 червня. Покровитель — святий Іван Хреститель.

## Демографія
Населення за роками:

Станом на 1 січня 2023 року в муніципалітеті офіційно проживало 240 іноземців з 40 країн, серед них 35 громадян країн Євросоюзу та 9 громадян України.

## Сусідні муніципалітети
- Берегаццо-кон-Фільяро
- Кастельнуово-Боцценте
- Мальнате
- Сольб'яте
- Ведано-Олона
- Венегоно-Інферіоре
- Венегоно-Суперіоре